# Marthe Carine Njakou
Marthe Carine Njakou, originaire de la région de l'Ouest Cameroun est une entrepreneure spécialiste en E-commerce et marketing digital, investisseur, chef d’entreprise et conférencière internationale.

## Biographie

### Enfance, Études et Débuts
Marthe Carine Njakou est originaire de la région de l’Ouest au Cameroun. Ayant grandi dans une famille monoparentale et modeste, elle effectue ses études secondaires à la Yaoundé où elle l'obtient de son baccalauréat. Après son entrée comme lauréate d’une grande école de formation, elle démissionne pour se lancer dans l'entrepreneuriat. Elle s'installe en Angleterre, où elle suit des études en Droit.

### Carrière
Elle entame sa carrière professionnelle dans le e-commerce en 2017 en créant sa première entreprise en Angleterre, spécialisée dans la vente en ligne en particulier le Dropshipping. En 2019 elle s'installe au Canada. Elle y créé MC Investment Group et développe ses activités digitales. Elle lance la même année le MC International Business Academy (MCIBA) pour former des entrepreneurs du digital.
Elle fonde Karila Cosmetics, une marque canadienne de produits cosmétiques. Son entreprise d'e-commerce MC Group qui veut valoriser le made in Africa est active au Cameroun, au Gabon, en Côte d'Ivoire et en France,.
Marthe Carine Njakou a fondé la Fédération des Femmes d'Entreprise (FDE), une organisation qui regroupe des femmes entrepreneures à travers le monde,.